# Prawo rodzinne
Prawo rodzinne – wyspecjalizowany dział prawa cywilnego regulujący stosunki prawne w rodzinie (zarówno niemajątkowe i majątkowe), jej istnienie i funkcjonowanie, stosunki wewnątrz rodziny jak i z osobami trzecimi.

## Rozwój historyczny prawa rodzinnego
Państwo zaczęło ingerować w stosunki rodzinne w XVIII wieku. Powstały na początku XIX wieku, obowiązujący w dużej części Europy (także na terenie Księstwa Warszawskiego) Kodeks Napoleona nie mówił o władzy rodzicielskiej, lecz o ojcowskiej. Ojciec miał prawo karcenia domowego (ius castigandi). Od XIX wieku wprowadzono sankcje przeciw nadużywaniu karcenia dzieci. ABGB, a szerzej BGB umożliwiały dziecku prowadzenie samodzielnej działalności gospodarczej.

## Obecny kształt prawa rodzinnego
W Polsce kwestie związane z prawem rodzinnym reguluje Kodeks rodzinny i opiekuńczy, Kodeks cywilny i ustawy szczegółowe. Źródłem prawa rodzinnego w ustawodawstwie polskim jest Kodeks rodzinny i opiekuńczy, stanowiący niejako uzupełnienie przepisów Kodeksu cywilnego.
Własną regulację praw rodzinnych zawierał również ostatecznie nieprzyjęty Traktat konstytucyjny UE, gdzie w rozdziale II zawarte zostało prawo do założenia rodziny i zawarcia małżeństwa, zakaz dyskryminacji, różnorodność kulturową, religijną i językową, równouprawnienie kobiet i mężczyzn, prawa dziecka, ochrona życia rodzinnego i zawodowego i tym samym prawa te zostały w sposób znaczący rozwinięte, także z punktu widzenia teorii praw człowieka.

## Podstawowe pojęcia
- adopcja
- władza rodzicielska
- kuratela
- obowiązek alimentacyjny
- opiekun
- prawo małżeńskie